# PayPal
PayPal Holdings, Inc. (pron. angloamericana: [ˈpeɪˌpæl]; pron. italianizzata: /peiˈpal/ o /ˈpeipal/; dall'inglese: pay, "paga" e pal, "amico") è una società statunitense che offre servizi di pagamento digitale e di trasferimento di denaro tramite Internet fondata nel 1999 da Confinity. In Italia offre servizi finanziari ai propri clienti operando quale istituto di credito.
È stata acquistata da eBay nel 2002; quest'ultima ha poi reso PayPal una società indipendente il 18 luglio 2015.

## Storia
PayPal nacque nel dicembre del 1998 in una società chiamata Confinity, una compagnia che sviluppava software di sicurezza per dispositivi portatili fondata da Max Levchin, Peter Thiel, Luke Nosek e Ken Howery. PayPal fu effettivamente sviluppata e lanciata nel mercato come un servizio per trasferire il denaro solamente nel 1999, fondata da John Malloy della BlueRun Ventures. Nel marzo del 2000 Confinity si fuse con X.com, una compagnia di servizi bancari online fondata da Elon Musk. Musk e l'allora presidente e CEO di X.com, Bill Harris, erano in disaccordo riguardo al possibile successo del modello di business di Confinity e per questo Harris lasciò la compagnia nel maggio del 2000. Nell'ottobre dello stesso anno, Musk prese la decisione di interrompere il servizio di internet banking di X.com per dedicarsi completamente al servizio offerto da PayPal. Nello stesso mese Peter Thiel diventò CEO di X.com prendendo il posto di Elon Musk. La società X.com prese il nome di PayPal nel 2001 e si espanse rapidamente nel corso dell'anno portando i suoi dirigenti a rendere il servizio di PayPal pubblico nel 2002.
Con il passare degli anni si diffuse in molti paesi del mondo, affermandosi rapidamente soprattutto come mezzo per effettuare pagamenti on-line, insieme alle carte di pagamento. Dal 2002 al 2015, è stata una società controllata da eBay, fino alla scorporazione e alla quotazione in borsa avvenuta nel 2015. In forza di determinati accordi commerciali, eBay e PayPal continuarono a essere l’una all’altra vincolate sino al 2020. I termini dell’accordo intercorrente tra PayPal ed eBay sono rintracciabili su primarie testate giornalistiche statunitensi. Nel 2004 il valore totale delle transazioni effettuate attraverso PayPal era di 18,9 miliardi di dollari, aumentando ulteriormente nel 2005 a 27,5 miliardi di dollari; una crescita costante, che ha portato ad arrivare nel 2009 a 71 miliardi di dollari. Intanto nel 2007, PayPal sbarca anche in Europa: infatti riceve la licenza a operare in Europa, in particolare come istituto di credito, dalla Commission de Surveillance du Secteur Financier (CSSF), in Lussemburgo. PayPal, al 25 novembre 2011, ha registrato 250 milioni di conti attivi arrivando ad essere disponibile in 190 paesi e territori. Il 30 settembre 2014 è stato annunciato lo scorporo da eBay e la creazione di una società a sé stante, che verrà quotata in Borsa. L'operazione si è conclusa nel luglio 2015, allorché PayPal ha debuttato sul listino Nasdaq. A marzo 2024 la società vanta "più di 426 milioni di clienti".

## Funzionamento
L'idea di base consiste nell'effettuare transazioni senza condividere i dati della carta con il destinatario finale del pagamento: il sistema infatti non trasmette i dati sensibili delle carte collegate al conto. Sostanzialmente, PayPal è un intermediario finanziario in quanto è un fornitore di servizi di pagamento o trasferimento di denaro.
Registrandosi gratuitamente presso il sito web della società, è possibile aprire il proprio conto PayPal, che consente di effettuare o ricevere pagamenti, trasferire (inviare o ricevere) denaro, utilizzando l'indirizzo e-mail come identificativo. Al proprio account è possibile associare una carta di credito (fino ad un massimo di otto), una carta prepagata oppure il proprio conto corrente bancario. A questo punto è possibile ricaricare il proprio saldo dell'account PayPal dal proprio conto corrente bancario tramite bonifico, senza l'addebito di ulteriori costi da parte di PayPal. Dal conto PayPal sarà dunque possibile prelevare fondi trasferendoli a carta di credito/carta prepagata per poi effettuare acquisti on-line oppure in maniera inversa riportarli sul proprio conto bancario. PayPal mette inoltre a disposizione, agli utenti che ne facciano richiesta, una carta di credito (quindi con logo PayPal), operante su circuito Visa, ed una carta prepagata operante su circuito MasterCard.
PayPal offre anche un "programma di protezione" (ora esteso anche ai viaggi) che tutela gli acquirenti e i venditori che utilizzano PayPal. La tutela copre l'intero importo dell'acquisto (incluse le spese di spedizione) se l'oggetto non viene recapitato o è significativamente diverso dalla descrizione. PayPal garantisce anche i venditori attraverso una protezione estesa contro le perdite dovute ai reclami per pagamenti fraudolenti e oggetti non ricevuti. PayPal ha anche prestato una certa attenzione al settore mobile: infatti, al fine di consentire transazioni da smartphone, è stata sviluppata un'omonima applicazione, disponibile per i principali sistemi operativi mobile. L'invio di denaro è sempre gratuito, nello spazio economico europeo utilizzando l'euro come valuta. Sui pagamenti per beni e servizi ricevuti viene applicata una tariffa. Per quanto riguarda il trasferimento dei fondi del conto, è gratuito verso il conto bancario registrato, mentre verso le carte di credito registrate si paga 1€, per i trasferimenti inferiori a 100€.
La registrazione a PayPal (conto/account) per eseguire transazioni è facoltativa; infatti, anche quando il venditore ha scelto PayPal come canale di pagamento nella procedura on line, si può sempre scegliere di utilizzare la propria carta di credito (compare la dicitura, sotto le icone dei vari circuiti "Con tecnologia PayPal" e relativo logo): in questo caso PayPal svolgerà il consueto ruolo di intermediatore tra le parti. Però, così facendo non è possibile usufruire della protezione acquisti.
Il programma di protezione sugli acquisti idonei si applica solo nel caso in cui si utilizzi il conto PayPal o una carta di credito elaborata da PayPal (cioè la carta prepagata ricaricabile emessa con marchio PayPal e che quindi riporta il relativo logo). Le condizioni d'uso del novembre 2021 non riportano più questa limitazione tra i requisiti del programma di protezione, quindi è sufficiente che il venditore accetti PayPal.
Dal 2020 si possono comprare e vendere criptovalute direttamente dall'account di Paypal.
Ad agosto 2023 PayPal ha lanciato la sua stablecoin denominata "PayPal Usd (PYUSD)". Questa moneta digitale, che mira a replicare il valore del dollaro statunitense, segna l'ingresso della società, quotata al Nasdaq e nota per i suoi servizi di pagamento centralizzato, nel settore delle criptovalute. PYUSD opererà sulla blockchain di Ethereum, che è la seconda criptovaluta in termini di capitalizzazione di mercato.

## Presenza nel mondo

### Italia
PayPal è presente in Italia dal gennaio 2005, con una propria sede a Milano. L'emissione delle carte prepagate nel paese è a cura di CartaLis Imel S.p.A. una joint venture tra Banca Sella e Lottomaticard.
In Italia PayPal è assoggettata alle norme del Testo Unico Bancario in quanto rende i propri servizi a soggetti allocati in Italia. La Banca d'Italia, con provvedimento pubblicato in Gazzetta Ufficiale n. 247 del 2016, ha definitivamente sancito e chiarito che i servizi finanziari resi online, da società quali PayPal, a soggetti allocati sul territorio italiano, siano questi persone fisiche o giuridiche, sono da considerarsi assoggettati alle norme del Testo Unico Bancario, in particolare all'art. 115, in quanto da intendersi quali servizi integralmente resi da e verso il territorio italiano. Da tale data pertanto, nello svolgimento delle proprie funzioni bancario-finanziarie, PayPal è equiparata ad un istituto di credito italiano ed in quanto tale è soggetta alla sorveglianza della Banca d'Italia ed a tutte le leggi italiane di settore; ciò in quanto le prestazioni erogate da PayPal sono sempre intese come integralmente svolte dal e sul territorio italiano quando il destinatario è un soggetto, persona fisica o giuridica, allocato sul territorio italiano. La disposizione normativa emessa nel 2016 dalla Banca d'Italia è stata volta a far fronte ai fenomeni elusivi di allocazione di molte società in Lussemburgo, sebbene operanti sul territorio italiano. Tale norma ha avuto risvolti anche a carattere europeo sul piano fiscale creando il substrato normativo per la cosiddetta Web tax, tanto invisa alle società elusivamente allocate in Lussemburgo ma operanti al di fuori del granducato.

## Valute accettate
Attualmente la compagnia accetta pagamenti in 24 valute:
- Baht thailandese
- Corona ceca
- Corona danese
- Corona norvegese
- Corona svedese
- Dollaro australiano
- Dollaro canadese
- Dollaro di Hong Kong
- Dollaro di Singapore
- Dollaro neozelandese
- Dollaro statunitense
- Dollaro taiwanese
- Euro
- Fiorino ungherese
- Franco svizzero
- Peso filippino
- Peso messicano
- Real brasiliano
- Renminbi cinese
- Ringgit malaysiano
- Shekel israeliano
- Sterlina britannica
- Yen giapponese
- Złoty polacco